# Desná (Kamenice)
Pour les articles homonymes, voir Desná (homonymie).
Desná est une rivière de République tchèque d'une longueur de 2,3 kilomètres, un débit moyen de 1,41 m3/s et est un affluent gauche de la rivière Kamenice, qu'elle rejoint à hauteur de Tanvald.